# Atrichopogon chazeaui
Atrichopogon chazeaui är en tvåvingeart som beskrevs av Clastrier 1987. Atrichopogon chazeaui ingår i släktet Atrichopogon och familjen svidknott.
Artens utbredningsområde är Nya Kaledonien. Inga underarter finns listade i Catalogue of Life.